# Ткачівська Марія Романівна
Марі́я Рома́нівна Ткачі́вська (11 серпня 1965) — українська письменниця, професорка, докторка філологічних наук, викладачка університету, завідувачка кафедри. Член Національної спілки письменників України від 1997 року. Лауреатка премії імені Івана Франка (2007), премії імені Василя Стефаника (2010), Міжнародного конкурсу „Коронація слова 2007“ (номінація „Романи“), Міжнародного конкурсу „Коронація слова 2012“ (номінація „Дитяча проза“), „Коронація слова 2014“ (номінація „Пісенна лірика“), „Коронація Слова 2015“ (номінація „Кіносценарії“). Лауреатка Всеукраїнської літературної премії ім. Леоніда Череватенка (2017), Міжнародної літературної премія імені Миколи Гоголя „Тріумф“ (2018), Всеукраїнського конкурсу україномовних прозових видань» DNIPRO-BOOK-FEST-2019" (Диплом 1-го ступеню, номінація "Прозові твори (романи/повісті) (2019 рік), гран-прі Всеукраїнської премії ім. І.Драча (2021), лауреатка літературно-наукового конкурсу Фундації Українського Вільного Університету, Нью-Йорк (2022), лауреатка Міжнародної премії імені Куліша та інших.

## Життєпис та наукова діяльність
Марія Ткачівська — професорка, завідувачка кафедри іноземних мов і перекладу Прикарпатського національного університету імені Василя Стефаника. Закінчила з відзнакою факультет іноземних мов Чернівецького національного університету ім. Юрія Федьковича, де згодом навчалася в аспірантурі. Авторка близько 120 наукових статей та більше десятка навчальних посібників, авторка та співавторка кількох словників та монографій. Наукові зацікавлення та захоплення: культуроло́гия, діалектологія, переклад, компаративістика, іноземні мови, історія України, всесвітня історія та інші.
В університеті викладає з 1990 року. У 2004 році захистила кандидатську дисертацію, у 2021 році — докторську дисертацію.
Наукову діяльність в Україні вдало поєднує із закордонними університетами:
1996 — 1997 — Humboldt-Universität zu Berlin (Німеччина),
2022 — 2023 — Europa-Universität Viadrina Frankfurt (Oder) (Німеччина),
2023 — 2024 — Purdue University (США).  

## Літературна творчість
Марія Ткачівська розпочала свій творчий шлях із поезії. До її поетичних набутків належать збірки "Просвічені силуети", "Переповнений експрес", "Коли я втікала із раю", духовна поезія "А над нашою вірою вічність" ("Початок"). На сьогоднішній день у її творчому доробку чимала низка прозових творів, серед яких феєрія "День відбілює ніч", новели та оповідки "Подарунок від динозавра", художні замальовки та есе німецькою мовою «Die Ukraine von A bis Z (witzig, würzig, interessant)" — "Україна від А до Я (есе з перчиком)", романи „Тримай мене, ковзанко“, „Я і мій Дон Жуан“, „Голос перепілки“, „Тримайся за повітря“, "Княгиня Острозька", „Обережно, діти!“, авторські афоризми (збірки „Вона — королева і колонізаторка“, „Він — повелитель і приборкувач“, „Любов — бруківка всіх доріг“). 
Марія Ткачівська – авторка кількох анімацій та кіносценаріїв. Вона стала лауреаткою Міжнародного конкурсу „Коронація слова 2015“ у номінації „Кіносценарії“ (анімація „Цокає час“). Твір для екранізації "Чорна княгиня" був відзначений Міжнародним літературним конкурсом "Коронація слова-2020" як найкращий історично-патріотичний кіносценарій. 
Друкується в журналах „Перевал“, „Світло надії“ та ін., авторка пісенних текстів. За пісенну лірику стала лауреаткою Міжнародного літературного конкурсу „Коронація слова — 2014“. 
Марія Ткачівська також пише  для дітей. Книжка "Обережно, діти!" – це "один із небагатьох реалістичних романів для дітей у сучасній українській літературі, до того ж із добрим гумором у дусі Всеволода Нестайка. Динамічна й надзвичайно цікава розповідь ведеться від імені  восьмирічного Марка, шибеника й водночас допитливої як на свої зовсім юні літа досить цілісної й оригінальної особистості". За дитячий роман "Обережно, діти!"     письменниця стала лауреаткою Міжнародного конкурсу „Коронація слова — 2012“. Твір увійшов у довгий список „Книги року ВВС — 2013“.  
Останнім часом авторка надає перевагу романам. Роман „Тримай мене, ковзанко“ став лауреатом Міжнародного літературного конкурсу „Коронація слова 2007“ і лауреатом премії ім. В.Стефаника (2010). 
„Я і мій Дон Жуан“ — іронічний роман, який у жартівливій формі розповідає про дивацькі стосунки сімейного трикутника. Головна героїня Тетяна любить свого чоловіка, але підозрює, що його думки крутяться в якійсь іншій "сонячній системі". Вона намагається змінити ситуацію. З чого почати? "Починай із себе", — радить їй студентська подруга. Твір пересипаний курйозами, комічними ситуаціями та життєвими парадоксами, що несподівано котяться на голови героїв. Роман отримав відзнаки Всеукраїнського літературного конкурсу Dnipro-Book-Fest у номінації „Прозові твори (романи/повісті)“, благодійного фонду „UKRAINIAN MODERN ART LAB“ та ГО „Творча еліта України“ (2018 рік), став лауреатом літературної премії імені Леоніда Череватенка, Міжнародної літературної премії імені Миколи Гоголя „Тріумф“ (2018) та гран-прі Всеукраїнської премії ім. І. Драча (2021). 
В історичному романі "Голос перепілки"    йдеться про життя українського гірського села, починаючи від кінця тридцятих років двадцятого сторіччя. Стефка, вродлива шістнадцятилітня сільська дівчина, раптово опиняється на роздоріжжі долі. Борис відмовляється від неї і своєї майбутньої дитини, щойно дізнається, що дівчина вагітна. Роман про бідних і багатих, панів і наймитів, про Німеччину й остарбайтерів, а також про кохання і розлуку, зраду і прощення. Твір отримав 1-ше місце (Диплом 1-го ступеню) на Всеукраїнському конкурсі україномовних прозових видань» DNIPRO-BOOK-FEST-2019" (номінація "Прозові твори (романи/повісті) (2019 рік) та став лауреатом Міжнародного літературно-краєзнавчого конкурсу імені Мирона Утриска (2019 рік).  
"Тримайся за повітря"     — сучасний роман про любов і втечу, про ексклюзивних сеньйорок і вишуканих чоловіків, про серйозне й кумедне. Перше кохання стає для Соломії її розчаруванням. Художник Андрій був для неї єдиним, а вона для нього — однією з багатьох. Життєві шляхи ведуть її до Португалії. Все було б не так страшно, якби не сеньйор  Родріґес. Закордонний рай виявляється справжнім пеклом. Останньою краплиною стає раптова хвороба Соломії. І тієї миті, коли здається, що чекати на допомогу немає від кого, з’явиться він. Той, хто допоможе втриматися там, де так легко впасти…  
Історичний роман "Княгиня Острозька" (2021) — історія про найбагатшу і найвродливішу жінку Польсько-Литовської держави XVI століття Гальшку Острозьку, співзасновницю Острозької академії. У романі йдеться про таємні змови королів і князів, химерні ігрища вельмож, їхнє кохання та підступність. Дії відбуваються в середньовічних містах, палацах і замках, наповнених  духом княжих часів та містики. Роман  отримав відзнаку на Міжнародному конкурсі "Коронація слова — 2021" — "Вибір видавця", став переможцем Конкурсу Імені Леся Мартовича (2022) та отримав другу премію літературно-наукового конкурсу Фундації Українського Вільного Університету, Нью-Йорк (2022). 

## Нагороди і відзнаки:
- 2007 — премія ім. І. Франка за збірку оповідань  "Подарунок від динозавра"[29];

- 2007 — лауреатка Міжнародного конкурсу романів, кіносценаріїв, п’єс та пісенної лірики "Коронація слова –  2007" (номінація "Романи") за роман "Тримай мене, ковзанко"[30];

- 2010 — премія ім. В. Стефаника (2010) за роман "Тримай мене, ковзанко"[30];
- 2012 — лауреатка Міжнародного конкурсу романів, кіносценаріїв, п’єс та пісенної лірики "Коронація слова –  2012" (номінація "Дитяча проза") за повість "Обережно, діти!"[31];
- 2013 — дитячий роман „Обережно, діти!“ увійшов у довгий список „Книги року ВВС — 2013“[2];
- 2014 — лауреатка Міжнародного конкурсу "Коронація слова –  2014" (номінація "Поезія") за поезію "Не можу дихати без тебе"[32];
- 2015 — лауреатка Міжнародного конкурсу "Коронація слова –  2015" (номінація "Кіносценарії") за анімацію "Цокає час"[33];
- 2016 — лауреатка Всеукраїнської літературної премії ім. Леоніда Череватенка (2017) за роман "Я і мій Дон Жуан"[34];
- 2018 — відзнака Всеукраїнського літературного конкурсу Dnipro-Book-Fest у номінації "Прозові твори (романи/повісті)" за роман "Я і мій Дон Жуан"[35];
- 2018 — відзнака Благодійного фонду „UKRAINIAN MODERN ART LAB“[35],
- 2018 — Відзнака ГО "Творча еліта України" за роман "Я і мій Дон Жуан"[35];
- 2018 — лауреатка Міжнародної літературної премії імені Миколи Гоголя "Тріумф" (2018)[6];
- 2019 — лауреатка Міжнародного літературно-краєзнавчого конкурсу імені Мирона Утриска (2019 рік) за роман "Голос перепілки",
- 2019 — 1-ше місце (Диплом 1-го ступеню) на Всеукраїнському конкурсі україномовних прозових видань "DNIPRO-BOOK-FEST-2019" (номінація "Прозові твори (романи/повісті)" за роман „Голос перепілки“[36].
- 2020 — спеціальна відзнака Міжнародного конкурсу "Коронація слова –  2020" (номінація "Кіносценарії") за кіносценарій "Чорна княгиня" як найкращий кіносценарій на історично-патріотичну тему[37].
- 2021 — історичний роман "Княгиня Острозька" отримав спеціальну відзнаку на Міжнародному конкурсі "Коронація слова — 2021" (номінація — "Вибір видавця")[8].
- 2021 — гран-прі Всеукраїнської премії ім. І. Драча (2021)[38].
- 2022 — лауреатка премії імені Леся Мартовича (2022)[39].
- 2023 — лауреатка премії імені Пантелеймона Куліша[10].
- 2022 — лауреатка літературно-наукового конкурсу Фундації Українського Вільного Університету, Нью-Йорк (2022)[40].

## Твори

### Поетичні збірки
- "Просвічені силуети". Івано-Франківськ «Перевал», 1994. — 86 с.;
- "Переповнений експрес". Івано-Франківськ, «Лілея-НВ», 1999. — 103 с.;
- "А над нашою вірою вічність" (Початок);
- "Коли я втікала із раю". Брустурів, ТОВ «Дискурсус», 2015. — 110 с.

### Прозові твори
- 2005 — "День відбілює ніч". Івано-Франківськ, "Лілея-НВ", 2005. — 180 с.;
- 2005 — "Подарунок від динозавра". Івано-Франківськ, "Лілея-НВ", 2005 — 144 с.;
- 2009 — "Тримай мене, ковзанко". Івано-Франківськ, "Лілея-НВ", 2009. — 298 с.;
- 2012 — "Die Ukraine von A bis Z (witzig, würzig, interessant)" — "Україна від А до Я (есе з перчиком)". Львів, "АРС". 2012. — 208 с.;
- 2012 — „Вона — королева і колонізаторка“. Івано-Франківськ, "Лілея-НВ". —  2013;
- 2012 — „Він — повелитель і приборкувач“. Івано-Франківськ, "Лілея-НВ". —  2013;
- 2012 — „Любов — бруківка всіх доріг“. Івано-Франківськ, "Лілея-НВ". —  2013;
- 2013 — "Обережно, діти". Харків,  "Клуб Сімейного Дозвілля, 2013, — 240 с.;
- 2017 — "Я і мій Дон Жуан". Київ, "Український пріоритет", 2017. — 222 с.;
- 2018 — "Голос перепілки". Харків, "Клуб Сімейного Дозвілля", 2018. — 190 с.;
- 2019 — "Тримайся за повітря". Харків, «Клуб сімейного дозвілля», 2019. — 270 с.;
- 2021 — "Княгиня Острозька". Харків, «Клуб сімейного дозвілля», 2021. — 485 с.

### Твори для екранізації
- Анімація „Цокає час“ (2015);
- Анімація "Парасолька" (2016);
- Кіносценарій "Чорна княгиня" (2020)

### Антології
- Międzynarodowe Najazdy Poetów (od XX do XXX) na Zamek Piastów Śląskich w Brzegu w latach 2010-2020;
- Ze wschodu i o wschodzie. Opole, 2020;
- Львів. Пристрасті. Таємниці. Харків, "Клуб Сімейного Дозвілля", 2021;
- Журнал "Перевал";
- Журнал "Світло надії".